# Barajas Viejo
Barajas Viejo är en ort i Mexiko.   Den ligger i kommunen Pénjamo och delstaten Guanajuato, i den centrala delen av landet, 280 km väster om huvudstaden Mexico City. Barajas Viejo ligger 1 694 meter över havet och antalet invånare är 452.
Terrängen runt Barajas Viejo är platt åt nordost, men åt sydväst är den kuperad. Runt Barajas Viejo är det ganska tätbefolkat, med 93 invånare per kvadratkilometer. Närmaste större samhälle är Pénjamo, 13,2 km nordväst om Barajas Viejo. Trakten runt Barajas Viejo består till största delen av jordbruksmark.